# Kongsvinger Idrettslag Toppfotball 2013
Questa voce raccoglie le informazioni riguardanti lo Kongsvinger Idrettslag Toppfotball nelle competizioni ufficiali della stagione 2013.

## Stagione
La stagione cominciò con l'avvicendamento in panchina tra il vecchio tecnico, Tom Nordlie, e il nuovo, Stian Aasen. Il Kongsvinger chiuse il campionato al 14º posto, retrocedendo così nella 2. divisjon. L'avventura nella Coppa di Norvegia 2013 terminò al terzo turno, con l'eliminazione per mano dello HamKam. Kim Deinoff fu il calciatore più utilizzato in stagione, con 33 presenze (30 in campionato e 3 in coppa), mentre Magnus Myklebust fu il miglior marcatore con 10 reti (9 in campionato e una in coppa).

## Maglie e sponsor
Lo sponsor tecnico per la stagione 2013 fu Umbro, mentre lo sponsor ufficiale fu Sparebanken Hedmark. La divisa casalinga era composta da una maglietta rossa con inserti bianchi, pantaloncini e calzettoni bianchi. Quella da trasferta era costituita da una maglietta bianca con inserti rossi, con pantaloncini e calzettoni rossi.
| Casa | Trasferta |

## Rosa
| N. |                           | Ruolo | Calciatore             |
| -- | ------------------------- | ----- | ---------------------- |
| 1  | Norvegia (bandiera)       | P     | Kim Deinoff            |
| 2  | Costa d'Avorio (bandiera) | D     | Daouda Bamba           |
| 2  | Tanzania (bandiera)       | D     | Henry Joseph Shindika  |
| 3  | Svezia (bandiera)         | D     | Edward Owusu           |
| 3  | Norvegia (bandiera)       | D     | Samir Fazlagić         |
| 4  | Norvegia (bandiera)       | D     | Fredrik Pålerud        |
| 5  | Costa d'Avorio (bandiera) | A     | Emilie Noe Dadjo       |
| 6  | Svezia (bandiera)         | D     | Karl Emil Skogh        |
| 7  | Norvegia (bandiera)       | C     | Oskar Hatten Engerbakk |
| 8  | Norvegia (bandiera)       | C     | Petter Tiller Larsen   |
| 9  | Norvegia (bandiera)       | A     | Magnus Myklebust       |
| 10 | Norvegia (bandiera)       | D     | Espen Nystuen          |
| 11 | Norvegia (bandiera)       | A     | Olav Tuelo Johannesen  |
| 12 | Costa d'Avorio (bandiera) | C     | Alhassane Dosso        |

| N. |                     | Ruolo | Calciatore              |
| -- | ------------------- | ----- | ----------------------- |
| 13 | Norvegia (bandiera) | C     | Adrian Ovlien           |
| 14 | Norvegia (bandiera) | D     | Kai Olav Ryen           |
| 15 | Norvegia (bandiera) | C     | Karl Kristian Sevaldsen |
| 16 | Norvegia (bandiera) | C     | Edvin Jukic             |
| 17 | Norvegia (bandiera) | C     | Mads Diego Skårdal      |
| 19 | Norvegia (bandiera) | D     | Gøran Wigum             |
| 20 | Norvegia (bandiera) | A     | Magnus Solum            |
| 21 | Norvegia (bandiera) | A     | Ole-Christian Moltzau   |
| 22 | Norvegia (bandiera) | C     | Martin Ellingsen        |
| 23 | Norvegia (bandiera) | P     | Petter Olsen Lindstad   |
| 25 | Norvegia (bandiera) | A     | Patrick Hansen          |
| 26 | Norvegia (bandiera) | D     | Morten Hæstad           |
| 30 | Norvegia (bandiera) | P     | Jonas Jansberg          |
| 57 | Norvegia (bandiera) | P     | Tobias Holmen Johansen  |

## Calciomercato

### Sessione invernale(dal 01/01 al 31/03)
| Acquisti | Acquisti               | Acquisti         | Acquisti      |
| R.       | Nome                   | da               | Modalità      |
| -------- | ---------------------- | ---------------- | ------------- |
| P        | Petter Olsen Lindstad  | Ullensaker/Kisa  | definitivo    |
| D        | Espen Nystuen          |                  | svincolato    |
| D        | Karl Emil Skogh        | AIK              | prestito      |
| C        | Oskar Hatten Engerbakk | Nybergsund       | definitivo    |
| C        | Ola Erling Korbøl      | Elverum          | fine prestito |
| C        | Adrian Ovlien          | Eidskog          | definitivo    |
| A        | Emilie Noe Dadjo       | Club sconosciuto | prestito      |

| Cessioni | Cessioni             | Cessioni        | Cessioni      |
| R.       | Nome                 | a               | Modalità      |
| -------- | -------------------- | --------------- | ------------- |
| P        | Elias Valderhaug     |                 | svincolato    |
| D        | Edvin Hamzić         |                 | svincolato    |
| D        | Marius Pierau        | Lørenskog       | definitivo    |
| C        | Christian Aas        | Ullensaker/Kisa | definitivo    |
| C        | Léster Blanco        | Isidro Metapán  | fine prestito |
| C        | Nolan Chandler       |                 | svincolato    |
| C        | Jonathan Dixon       | Drøbak/Frogn    | definitivo    |
| C        | Ola Erling Korbøl    | Elverum         | definitivo    |
| C        | Enver Mehmeti        | Eidsvold Turn   | definitivo    |
| C        | Aleksander Melgalvis | Brumunddal      | definitivo    |
| A        | Andreas Moen         | Lyn             | definitivo    |

### Trasferimenti tra le due sessioni
| Acquisti | Acquisti | Acquisti | Acquisti |
| R.       | Nome     | da       | Modalità |
| -------- | -------- | -------- | -------- |

| Cessioni | Cessioni       | Cessioni | Cessioni   |
| R.       | Nome           | a        | Modalità   |
| -------- | -------------- | -------- | ---------- |
| D        | Samir Fazlagić |          | svincolato |

### Sessione estiva(dal 15/07 al 10/08)
| Acquisti | Acquisti        | Acquisti         | Acquisti   |
| R.       | Nome            | da               | Modalità   |
| -------- | --------------- | ---------------- | ---------- |
| D        | Daouda Bamba    | Club sconosciuto | prestito   |
| D        | Edward Owusu    | AIK              | prestito   |
| D        | Fredrik Palerud | Tromsø           | definitivo |

| Cessioni | Cessioni              | Cessioni | Cessioni   |
| R.       | Nome                  | a        | Modalità   |
| -------- | --------------------- | -------- | ---------- |
| D        | Henry Joseph Shindika |          | svincolato |

## Risultati

### 1. divisjon

#### Girone di andata
| Arbitro: | Tennøy |

|                       |           |  |
| Johannesen 13’ (rig.) | Marcatori |  |

| Arbitro: | Toppe |

|                           |           |                         |
| Kapidzic 26’ Andersen 33’ | Marcatori | 32’ Dadjo 88’ Myklebust |

| Arbitro: | Steen |

|                                     |           |                         |
| Ellingsen 45’ Johannesen 72’ (rig.) | Marcatori | 35’ Stokkelien 67’ Boli |

| Arbitro: | Hansen |

|                          |           |                  |
| Bråtebæk 66’ Eriksen 77’ | Marcatori | 15’, 37’ Nystuen |

| Arbitro: | Borgersen (Oslo) |

|                             |           |              |
| Ellingsen 45’ Myklebust 61’ | Marcatori | 90’ Shaswari |

| Arbitro: | Toppe |

|            |           |  |
| Nilsen 81’ | Marcatori |  |

| Arbitro: | Eskås |

|  |           |                               |
|  | Marcatori | 29’ Sellin 51’ Torp 59’ Lamøy |

| Arbitro: | Moen |

|  |           |                |
|  | Marcatori | 73’ Johannesen |

| Arbitro: | Ahlsen |

|                            |           |                                  |
| Myklebust 44’ Shindika 80’ | Marcatori | 17’ Blakstad 63’ (rig.), 73’ Aas |

| Arbitro: | Hansen |

|            |           |           |
| Langås 78’ | Marcatori | 64’ Dadjo |

| Kristiansund 22 maggio 2013, ore 18:00 11ª giornata | Kristiansund | 1 – 0 referto | Kongsvinger | Atlanten Stadion (1.183 spett.) |
| \| \| \| \| \| Tømmernes 73’ \| Marcatori \| \|     |              |               |             |                                 |
|                                                     |              |               |             |                                 |
| Tømmernes 73’                                       | Marcatori    |               |             |                                 |

| Arbitro: | Tennøy |

|                                          |           |  |
| Myklebust 43’, 49’ (rig.) Solum 45’, 86’ | Marcatori |  |

| Arbitro: | Moen |

|               |           |                                         |
| Ellingsen 23’ | Marcatori | 11’ Ndiaye 13’, 90’ Laajab 70’ Johansen |

| Arbitro: | Hansen |

|           |           |           |
| Dahle 90’ | Marcatori | 17’ Solum |

| Kongsvinger 7 luglio 2013, ore 18:00 15ª giornata | Kongsvinger | 0 – 0 referto | Strømmen | Gjemselund Stadion (863 spett.)\| Arbitro: \| Hansen \| |
| Arbitro:                                          | Hansen      |               |          |                                                         |

#### Girone di ritorno
| Arbitro: | Tennøy |

|                      |           |                  |
| Lamøy 22’ Sellin 54’ | Marcatori | 57’, 71’ Nystuen |

| Arbitro: | Toppe |

|  |           |                   |
|  | Marcatori | 64’, 79’ Suleiman |

| Arbitro: | Ahlsen |

|                                                  |           |               |
| Tronseth 3’ Åsen 31’ Aas 34’, 80’ (rig.) Bye 90’ | Marcatori | 70’ Myklebust |

| Arbitro: | Eskås |

|                              |           |  |
| Myklebust 27’, 51’ Dadjo 66’ | Marcatori |  |

| Fredrikstad 24 agosto 2013, ore 15:30 20ª giornata           | Fredrikstad | 1 – 1 referto | Kongsvinger | Fredrikstad Stadion (3.995 spett.) |
| \| \| \| \| \| Standerholen 20’ \| Marcatori \| 83’ Bamba \| |             |               |             |                                    |
|                                                              |             |               |             |                                    |
| Standerholen 20’                                             | Marcatori   | 83’ Bamba     |             |                                    |

| Arbitro: | Døvle (Larvik) |

|                                                       |           |             |
| Bamba 24’, 69’ Dadjo 71’ Myklebust 79’ Johannesen 90’ | Marcatori | 84’ Rødsand |

| Arbitro: | Gya |

|                               |           |  |
| Kirkevold 6’, 66’, 90’ (rig.) | Marcatori |  |

| Arbitro: | Steen (Larvik) |

|            |           |                    |
| Larsen 68’ | Marcatori | 90’ (rig.) Khalili |

| Arbitro: | Hagenes |

|                                    |           |           |
| Anene 39’ Stokkelien 66’ Kassi 82’ | Marcatori | 77’ Solum |

| Arbitro: | Moen |

|  |           |            |
|  | Marcatori | 51’ Sandal |

| Arbitro: | Steen |

|                        |           |                |
| Azemi 21’ Vestvatn 86’ | Marcatori | 69’ Johannesen |

| Arbitro: | Kringstad |

|                             |           |  |
| Ramsland 2’ Moen Hansen 64’ | Marcatori |  |

| Arbitro: | Borgersen (Oslo) |

|           |           |              |
| Skogh 50’ | Marcatori | 39’ Kapidzic |

| Arbitro: | Tennøy |

|                                                                                  |           |  |
| Ndiaye 2’, 13’, 43’ Laajab 21’ (rig.), 32’ Antwi 55’ Jacobsen 60’ V. Braaten 86’ | Marcatori |  |

| Arbitro: | Eskås |

|                     |           |            |
| Solum 62’ Bamba 89’ | Marcatori | 66’ Rexhaj |

### Coppa di Norvegia
| Arbitro: | Eskås |

|  |           |                                  |
|  | Marcatori | 2’ Myklebust 14’, 36’ Johannesen |

| Arbitro: | Frydenlund |

|                                         |                      |                                     |
| Ellingsen 36’                           | Marcatori            | 17’ Haug                            |
| Myklebust Shindika Skogh Moltzau Hæstad | Tiri di rigore 5 – 3 | Berg Rolandsen Qaka Hadžimehmedović |

| Arbitro: | Rafiq |

|  |           |           |
|  | Marcatori | 67’ Asani |

## Statistiche

### Statistiche di squadra
| Competizione      | Punti | In casa | In casa | In casa | In casa | In casa | In casa | In trasferta | In trasferta | In trasferta | In trasferta | In trasferta | In trasferta | Totale | Totale | Totale | Totale | Totale | Totale | DR  |
| Competizione      | Punti | G       | V       | N       | P       | Gf      | Gs      | G            | V            | N            | P            | Gf           | Gs           | G      | V      | N      | P      | Gf     | Gs     | DR  |
| ----------------- | ----- | ------- | ------- | ------- | ------- | ------- | ------- | ------------ | ------------ | ------------ | ------------ | ------------ | ------------ | ------ | ------ | ------ | ------ | ------ | ------ | --- |
| 1. divisjon       | 31    | 15      | 6       | 4       | 5       | 24      | 20      | 15           | 1            | 6            | 8            | 13           | 34           | 30     | 7      | 10     | 13     | 37     | 54     | -17 |
| Coppa di Norvegia | -     | 2       | 0       | 1       | 1       | 1       | 2       | 1            | 1            | 0            | 0            | 3            | 0            | 3      | 1      | 1      | 1      | 4      | 2      | +2  |
| Totale            | -     | 17      | 6       | 5       | 6       | 25      | 22      | 16           | 2            | 6            | 8            | 16           | 34           | 33     | 8      | 11     | 14     | 41     | 56     | -15 |

### Statistiche dei giocatori
| Giocatore     | 1. divisjon | 1. divisjon | 1. divisjon | 1. divisjon | Coppa di Norvegia | Coppa di Norvegia | Coppa di Norvegia | Coppa di Norvegia | Coppe europee | Coppe europee | Coppe europee | Coppe europee | Altre coppe | Altre coppe | Altre coppe | Altre coppe | Totale   | Totale | Totale      | Totale     |
| Giocatore     | Presenze    | Reti        | Ammonizioni | Espulsioni  | Presenze          | Reti              | Ammonizioni       | Espulsioni        | Presenze      | Reti          | Ammonizioni   | Espulsioni    | Presenze    | Reti        | Ammonizioni | Espulsioni  | Presenze | Reti   | Ammonizioni | Espulsioni |
| ------------- | ----------- | ----------- | ----------- | ----------- | ----------------- | ----------------- | ----------------- | ----------------- | ------------- | ------------- | ------------- | ------------- | ----------- | ----------- | ----------- | ----------- | -------- | ------ | ----------- | ---------- |
| D. Bamba      | 12          | 4           | 1           | 0           | 0                 | 0                 | 0                 | 0                 | ?             | ?             | ?             | ?             | ?           | ?           | ?           | ?           | 12+      | 4+     | 1+          | 0+         |
| E. Dadjo      | 27          | 4           | 5           | 0           | 3                 | 0                 | 0                 | 0                 | ?             | ?             | ?             | ?             | ?           | ?           | ?           | ?           | 30+      | 4+     | 5+          | 0+         |
| K. Deinoff    | 30          | 0           | 0           | 0           | 3                 | 0                 | 0                 | 0                 | ?             | ?             | ?             | ?             | ?           | ?           | ?           | ?           | 33+      | 0+     | 0+          | 0+         |
| A. Dosso      | 12          | 0           | 2           | 0           | 3                 | 0                 | 1                 | 0                 | ?             | ?             | ?             | ?             | ?           | ?           | ?           | ?           | 15+      | 0+     | 3+          | 0+         |
| M. Ellingsen  | 29          | 2           | 4           | 0           | 3                 | 1                 | 0                 | 0                 | ?             | ?             | ?             | ?             | ?           | ?           | ?           | ?           | 32+      | 3+     | 4+          | 0+         |
| O. Engerbakk  | 0           | 0           | 0           | 0           | 0                 | 0                 | 0                 | 0                 | ?             | ?             | ?             | ?             | ?           | ?           | ?           | ?           | 0+       | 0+     | 0+          | 0+         |
| S. Fazlagić   | 0           | 0           | 0           | 0           | 0                 | 0                 | 0                 | 0                 | ?             | ?             | ?             | ?             | ?           | ?           | ?           | ?           | 0+       | 0+     | 0+          | 0+         |
| M. Hæstad     | 27          | 0           | 6           | 0           | 3                 | 0                 | 0                 | 0                 | ?             | ?             | ?             | ?             | ?           | ?           | ?           | ?           | 30+      | 0+     | 6+          | 0+         |
| P. Hansen     | 3           | 0           | 0           | 0           | 2                 | 0                 | 0                 | 0                 | ?             | ?             | ?             | ?             | ?           | ?           | ?           | ?           | 5+       | 0+     | 0+          | 0+         |
| J. Jansberg   | 0           | 0           | 0           | 0           | 0                 | 0                 | 0                 | 0                 | ?             | ?             | ?             | ?             | ?           | ?           | ?           | ?           | 0+       | 0+     | 0+          | 0+         |
| O. Johannesen | 26          | 6           | 2           | 0           | 3                 | 2                 | 0                 | 0                 | ?             | ?             | ?             | ?             | ?           | ?           | ?           | ?           | 29+      | 8+     | 2+          | 0+         |
| T. Johansen   | 0           | 0           | 0           | 0           | 0                 | 0                 | 0                 | 0                 | ?             | ?             | ?             | ?             | ?           | ?           | ?           | ?           | 0+       | 0+     | 0+          | 0+         |
| E. Jukic      | 0           | 0           | 0           | 0           | 0                 | 0                 | 0                 | 0                 | ?             | ?             | ?             | ?             | ?           | ?           | ?           | ?           | 0+       | 0+     | 0+          | 0+         |
| P. Larsen     | 26          | 1           | 6           | 0           | 2                 | 0                 | 2                 | 0                 | ?             | ?             | ?             | ?             | ?           | ?           | ?           | ?           | 28+      | 1+     | 8+          | 0+         |
| P. Lindstad   | 0           | 0           | 0           | 0           | 0                 | 0                 | 0                 | 0                 | ?             | ?             | ?             | ?             | ?           | ?           | ?           | ?           | 0+       | 0+     | 0+          | 0+         |
| O. Moltzau    | 3           | 0           | 0           | 0           | 2                 | 0                 | 0                 | 0                 | ?             | ?             | ?             | ?             | ?           | ?           | ?           | ?           | 5+       | 0+     | 0+          | 0+         |
| M. Myklebust  | 29          | 9           | 2           | 0           | 3                 | 1                 | 0                 | 0                 | ?             | ?             | ?             | ?             | ?           | ?           | ?           | ?           | 32+      | 10+    | 2+          | 0+         |
| E. Nystuen    | 23          | 4           | 1           | 1           | 2                 | 0                 | 1                 | 0                 | ?             | ?             | ?             | ?             | ?           | ?           | ?           | ?           | 25+      | 4+     | 2+          | 1+         |
| A. Ovlien     | 8           | 0           | 1           | 0           | 0                 | 0                 | 0                 | 0                 | ?             | ?             | ?             | ?             | ?           | ?           | ?           | ?           | 8+       | 0+     | 1+          | 0+         |
| E. Owusu      | 10          | 0           | 3           | 0           | 0                 | 0                 | 0                 | 0                 | ?             | ?             | ?             | ?             | ?           | ?           | ?           | ?           | 10+      | 0+     | 3+          | 0+         |
| F. Pålerud    | 2           | 0           | 0           | 0           | 0                 | 0                 | 0                 | 0                 | ?             | ?             | ?             | ?             | ?           | ?           | ?           | ?           | 2+       | 0+     | 0+          | 0+         |
| K. Ryen       | 28          | 0           | 1           | 0           | 2                 | 0                 | 0                 | 0                 | ?             | ?             | ?             | ?             | ?           | ?           | ?           | ?           | 30+      | 0+     | 1+          | 0+         |
| K. Sevaldsen  | 1           | 0           | 0           | 0           | 1                 | 0                 | 0                 | 0                 | ?             | ?             | ?             | ?             | ?           | ?           | ?           | ?           | 2+       | 0+     | 0+          | 0+         |
| H. Shindika   | 15          | 1           | 3           | 1           | 3                 | 0                 | 0                 | 0                 | ?             | ?             | ?             | ?             | ?           | ?           | ?           | ?           | 18+      | 1+     | 3+          | 1+         |
| M. Skårdal    | 16          | 0           | 5           | 0           | 3                 | 0                 | 1                 | 0                 | ?             | ?             | ?             | ?             | ?           | ?           | ?           | ?           | 19+      | 0+     | 6+          | 0+         |
| K. Skogh      | 28          | 1           | 3           | 0           | 3                 | 0                 | 0                 | 0                 | ?             | ?             | ?             | ?             | ?           | ?           | ?           | ?           | 31+      | 1+     | 3+          | 0+         |
| M. Solum      | 23          | 5           | 0           | 0           | 1                 | 0                 | 0                 | 0                 | ?             | ?             | ?             | ?             | ?           | ?           | ?           | ?           | 24+      | 5+     | 0+          | 0+         |
| G. Wigum      | 2           | 0           | 0           | 0           | 0                 | 0                 | 0                 | 0                 | ?             | ?             | ?             | ?             | ?           | ?           | ?           | ?           | 2+       | 0+     | 0+          | 0+         |